# Margarete Klinckerfuß
Margarete Klinckerfuß oder Margarethe Klinckerfuß (* 18. Oktober 1877 in Stuttgart; † 31. Januar 1959 ebenda) war eine deutsche Pianistin.

## Leben
Sie war die Tochter des Instrumentenhändlers Apollo Klinckerfuß (1840–1924) aus dessen Ehe mit der Pianistin Johanna Klinckerfuß geb. Schultz (1855–1924) und hatte drei Brüder und eine Schwester. Ihr Bruder Bernhard Klinckerfuß (1881–1940) wurde Maler.
1888 bis 1896 studierte sie Klavier am Stuttgarter Konservatorium. Etwa 1912 trat sie dem Johanniterorden bei und nahm am Ersten Weltkrieg als Johanniterschwester teil.
Nach 1933 äußerte sie sich mehrfach kritisch über den Nationalsozialismus und wurde deshalb 1937 von der Gestapo verhaftet und in die psychiatrische Klinik Christophsbad in Göppingen eingewiesen. Nach 1945 arbeitete sie dort als Musiktherapeutin.
Wertvoll ist ihre 1947 veröffentlichte Autobiographie, die Erinnerungen an zahlreiche bedeutende Künstler enthält, darunter an Johannes Brahms, Ferruccio Busoni, Wilhelm Furtwängler, Edvard Grieg, Wilhelm Kempff, Carl Spitteler, Marchese Silvio della Valle di Casanova, Justus Hermann Wetzel und Hugo Wolf.
Zuletzt lebte sie wieder in ihrer Heimatstadt Stuttgart. Ein Teil von ihrem Nachlass kam an das Deutsche Literaturarchiv in Marbach, insbesondere Aufzeichnungen über Busoni und Wolf sowie Briefe. Mehrere Bücher aus ihrem Besitz befinden sich in der Württembergischen Landesbibliothek Stuttgart.

## Autobiografie
- Aufklänge aus versunkener Zeit, Urach: Port-Verlag 1947